# Махорін Геннадій Леонідович
Геннадій Леонідович Махорін (25 червня 1965, село Софіївка, Україна) — відповідальний секретар Національної спілки краєзнавців України та автор багатьох краєзнавчих книг. Викладач історії та політології, кандидат історичних наук, доцент кафедри суспільних наук, дослідник-краєзнавець, член Проводу Житомирської обласної ОУН.

## Життєпис
Народився 25 червня 1965 року в селі Софіївка (Коларівська сільська громада) Новобузького району Миколаївської області в сім'ї молодих спеціалістів. Батько — Махорін Леонід Тимофійович,  а мати — Махоріна (Коріновська) Евеліна Михайлівна, які після навчання були направлені на роботу в племрадгосп цього села. З 1971 року родина переїжджає до Ружина (смт) Житомирської області у зв'язку з переведенням Леоніда Махоріна на іншу посаду.
З 1972 по 1982 рр. навчався у Ружинській середній школі (1972—1982). Строкову військову службу проходив з 1983 по 1985, після чого навчався в Житомирському державному університеті імені Івана Франка, спеціальність: «Вчитель української мови та літератури».
Потім працював у школах Ружинщини учителем української мови і літератури, а також історії та правознавства, паралельно навчався заочно на історичному факультеті Національного педагогічного університету імені М. П. Драгоманова.
Троє його вихованців стали призерами Всеукраїнського конкурсу-захисту науково-дослідницьких робіт учнів — членів Малої академії наук України конкурсу науково-дослідних робіт всеукраїнського рівня, учні успішно виступали на обласних предметних олімпіадах з історії та правознавства.
З 2001 по 2011 працював у  Житомирському державному університеті імені Івана Франка на кафедрі історії України: спочатку на посаді асистента, а згодом — старшого викладача. У 2007 захистив кандидатську дисертацію на тему: «Благодійна діяльність на Волині (1793—1917 рр.): історичний аспект». 
З 2011 по 2021 працював у Поліському національному університеті на посаді доцента кафедри суспільних наук. Є автором понад 70-ти історико-краєзнавчих книг і брошур, а також чотирьох навчальних посібників та 5 монографій.
З 2001 року Геннадій Леонідович Махорін живе та працює в м. Житомир.
У 201—2020 — депутат Житомирської міської ради 7 скликання від ВО «Свобода». Секретар фракції Всеукраїнського об'єднання «Свобода» у Житомирській міській раді. Член постійної комісії з питань депутатської діяльності, регламенту, дотримання Законодавства України та протидії корупції.

## Краєзнавчі дослідження
Геннадій Махорін більше двадцяти років досліджує історію Житомирщини. Першою самостійною роботою стала невелика брошура «Ружинський і Вчорайшенський райони в роки НЕПу 1921—1928 р. р.».
Наступна книга краєзнавця Геннадія Леонідовича «Уклін тобі, рідна школо», написана в співавторстві з учителем Митюком Віктором Олександровичем. У 2000 році на спонсорські кошти надруковано чергову історичну книгу «Ружинщина в нарисах і документах». А 2015 року побачила світ не менш важлива книга історика-краєзнавця Г. Махоріна «Історія транспорту на Житомирщині», в якій читачі зможуть дізнатися цікаві факти про розвиток транспортної мережі Житомирської області, зокрема про транспорт 19 століття і до сьогодення.
З 2016 року Житомирська область має своє, унікальне друковане видання — «Книгу рекордів та досягнень Житомирщини». ЇЇ авторами-впорядниками стали історик Геннадій Махорін та журналіст Іван Саюк. Видання містить факти, які підкреслюють унікальність нашого краю, рідної Житомирщини — природи, багатств, корисних копалин, а головне — видатних досягнень наших земляків.
2020 року побачила світ книга-альбом «Житомирські кияни в історії Києва», в якій автор повернув із забуття славні імена, розповів і підтвердив унікальними світлинами цікаві факти з їх життя і діяльності в Києві за кілька століть, зокрема і вихідців із Житомира. Також у книзі, є розповіді про всесвітньо відомих людей, а саме: піаніст Святослав Ріхтер, композитор Олександр Білеуш, художник Малевич Казимир Северинович, кінорежисер Довженко Олександр Петрович та багато інших.

## Громадська діяльність
Геннадій Махорін — учений-секретар Житомирської обласної організації Спілки краєзнавців України, заступник голови Житомирського обласного об'єднання Всеукраїнського товариства «Просвіта» імені Тараса Шевченка, член Проводу Організації українських націоналістів. Організатор Центру історико-демографічних досліджень і біографістики при Поліському національному університеті.
В 2017 заснував премію «За збереження кобзарського мистецтва» імені Миколи Нечипоренка.

## Відзнаки
У 2000 р. став лауреатом обласного конкурсу «Учитель року — 2000», того ж року присвоєно вищу кваліфікаційну категорію і звання «Старший вчитель».
У 2018 році Геннадій Леонідович Махорін став лауреатом Всеукраїнської премії імені Івана Огієнка в номінації «Наука».
Нагороджений Медалями «Будівничий України» (найвища нагорода ВУТ «Просвіта» ім. Тараса Шевченка) і  «Гордість ЖНАЕУ».
27 вересня 2021 року офіційно присвоєно вчене звання — доцента кафедри суспільних наук Поліського національного університету згідно рішення вченої ради університету в Міністерстві освіти і науки України.

## Праці Геннадія Махоріна
- Махорін Г. Л. Андрушівщина: історія і сьогодення / Г. Л. Махорін. — Житомир: В. Б. Котвицький, 2011. — 289, [3] с., [6] арк. фот. : фот., табл. — Дод.: с. 232—283. — Бібліогр.: с. 284—289.
- Махорін Г. Л. Герої-рятівники — люди високого гуманізму / Г. Л. Махорін ; в авт. ред. ; худож. оформ. Л. Бондар ; Житомир. нац. агроеколог. ун-т [та ін.]. — Житомир: Рута, 2016. — 62 с.
- Махорін Г. Л. Голодомор 1932—1933 рр.: внутрішня війна в умовах загрози зовнішньої / Г. Л. Махорін. — Житомир: Волинь, 2007. — 44 с.
- Махорін Г. Л. Житомир. Сто підстав пишатися нашим містом / Г. Л. Махорін, І. Саюк. — Житомир: О. О. Євенок, 2015. — 56 с. : фот., портр.
- Махорін Г. Л. Житомирській області — 75 років: етапи розвитку, видатні постаті і події / Г. Л. Махорін. — Житомир: Євенок, 2012. — 158 с. : іл. — Бібліогр.: с. 156—157.
- Махорін Г. Л. Життя — за свободу України: до 84-річчя з часу трагічних подій Другого Зимового походу укр. вояків на Житомирщині / Г. Л. Махорін ; [передм. Г. П. Мокрицького]. — Житомир: Рута: Волинь, 2005. — 19, [1] с. : мапи. — Дод.: с. 18. — Бібліогр.: с. 19. — Видання доступне також в електронній формі.
- Махорін Г. Л. Історія Ружинщини. Нариси і документи / Г. Л. Махорін ; [Житомир. наук.-краєзн. т-во дослідників Волині, Ружин. райдержадмін.]. — Житомир: Волинь, 2000. — 157, [3] с. : іл. — Бібліогр.: с. 156.
- Махорін Г. Л. Історичні етюди про Житомир: в авт. ред. Вип. 1 : (1898—1900 рр.) / Г. Л. Махорін. — Житомир: Котвицький В. Б., 2010. — 42 с.
- Махорін Г. Л. Історичні етюди про Житомир: в авт. ред. Вип. 2 : (1900—1902 рр.) / Махорін, Геннадій Леонідович, Н. А. Гончарова, Л. А. Резцова. — Житомир: Котвицький В. Б., 2010. — 52 с. : іл.
- Махорін Г. Л. Історія транспорту в Житомирі / Г. Л. Махорін. — Житомир: О. О. Євенок, 2015. — 51 с.
- Махорін Г. Л. Книга рекордів Житомира / Г. Л. Махорін. — Житомир: О. О. Євенок, 2017. — 72 с.
- Махорін Г. Л. Краєзнавчий календар пам'ятних дат на 2018 рік / Махорін, Геннадій Леонідович ; авт. окр. ст. С. К. Васильчук ; упоряд. Г. Л. Махорін ; фот. В. Одоміча. — Житомир: О. О. Євенок, 2018. — 95 с.
- Махорін Г. Л. Нариси з історії медицини на Житомирщині / Г. Л. Махорін ; в авт. ред. ; дизайн обкл. Л. Бондар. — Житомир: Рута, 2015. — 103 с. : іл., портр. — Бібліогр.: с. 100—102.
- Махорін Г. Л. Наші Герої / Г. Л. Махорін, Геннадій Леонідович ; в авт. Ред. — Житомир: В. Б. Котвицький, 2014. — 131 с. — Бібліогр.: с. 126—127.
- Махорін Г. Л. Немиринці — мальовниче село в Україні: іст.-краєзнавче дослідження / Г. Л. Махорін, В. Горілецький ; упоряд. Г. Л. Махоріна. — Житомир: [б. в.], 2016. — 87 с. : фот., портр., [4] окр. арк. кольор. фот. — Бібліогр.: с. 59.
- Махорін Г. Л. Опір Геноциду в 1932—1933 роках / Г. Л. Махорін. — Житомир: Котвицький В. Б., 2008. — 87 с.
- Махорін Г. Л. Освіта у Житомирському районі в загальноісторичному контексті: присвяч. 75-річчю утворення Житомир. обл. / [Махорін Г. Л. ; за заг. ред. Каменчук В. В.]. — Житомир: Рута, 2014. — 329, [3] с.
- Махорін Г. Л. Походження назв міст і сіл Житомирщини: словник-довідник / Г. Л. Махорін. — Житомир: В. Б. Котвицький, 2011. — 48 с. — Бібліогр: с. 47.
- Махорін Г. Л. Українська національна революція 1917—1922 рр. та її перебіг на Житомирщині []: [монографія] / Г. Л. Махорін. — Житомир: Євенок О. О., 2017. — 202, [6] с. : фот., іл. — Бібліогр. в підрядковій прим. — Біограф. слов.: с. 169—203.
- Махорін Г. Л. Форми опору українського селянства у часи Голодомору 1932—1933 рр. / Г. Л. Махорін. — Вінниця: Нілан-ЛТД, 2017. — 166 с.

Співавтор
- Махорін Г. Л. Баранівський край: історія і сьогодення / Г. Л. Махорін, Ю. Драган, О. Мельник. — Житомир: Євенок, 2012. — 176 с. : [6] окр. арк. Фотоіл. — ISBN 978-966-2534-39-9.
- Махорін Г. Л. Історія ветеринарної медицини як науки в Україні: навч. посіб. для студентів / Г. Л. Махорін, З. В. Хоменко. — Житомир: Рута, 2019. — 117, [3] с., [4] арк. портр. : портр. –Бібліогр.: с. 75-76. — ISBN 978-617-581-382-9.
- Махорін Г. Л. Історія рідного краю: навч. посібник для 11 кл. серед. загальноосвіт. шк. / Г. Л. Махорін, О. С. Кузьмін ; [відп. за вип. Н. Г. Сірик]. — Житомир: Полісся, 2011. — 140, [4] с. : рис., фот., карти. — Бібліогр. в кінці розд. — Хронол. покажч.: с. 139—141. — ISBN 978-966-655-526-8.
- Махорін Г. Л. Житомир. Сто підстав пишатися нашим містом / Г. Махорін, І. Саюк. — Житомир: Євенок О. О., 2015. — [56] с. : фот. кольор. — ISBN 978-617-7265-50-3.
- Махорін Г. Л. Книга рекордів та досягнень Житомирщини / Г. Л. Махорін, І. Саюк ; в авт. ред. — Житомир: В. Б. Котвицький, 2015. — 63 с. : портр. — Випущено на зам. Управління інформ. діяльності та комунікацій з громадськістю Житомир. облдержадмін. у рамках Програми соціально значущої літ. місц. авт. — ISBN 978-966-1663-31-1.
- Махорін Г. Л. Нариси з історії кобзарства в Україні: до 75-річчя від дня народж. бандуриста Миколи Нечипоренка / Г. Л. Махорін, С. Б. Черевко, Г. В. Шубіна ; [ред. Г. Л. Махорін]. — Житомир: Євенок О. О., 2012. — 37, [3] с. : фот., іл. — Бібліогр. в підрядковій прим. — ISBN 978-966-2534-35-1.
- Махорін Г. Л. Станишівка століття тому: іст.-демогр. опис сіл Станишівка, Слобода-Селець і Бистри станом на поч. XX ст. / Г. Л. Махорін, М. Стаднік. — Житомир: О. О. Євенок, 2016. — 51, [1] с. : фот. кольор. — ISBN 978-617-7265-86-2.
- Мокрицький Г. П. Будинок Державного банку: історія будівлі на вул. Бориса Лятошинського, 5 : іст.-краєзнав. нарис / Г. Мокрицький, Г. Махорін. — Житомир: Волинь, 2002. — 32 с. : іл., фот. — (Житомир. Пам'ятки рідного міста ; кн. 17). — Бібліогр.: с. 32. — ISBN 966-690-018-0.
- Нариси з історії освіти на Житомирщині: монографія / [Г. Л. Махорін та ін. ; за заг. ред. Г. Махоріна]. — Житомир: Полісся, 2014. — 192, [4] с. : рис., табл. — Бібліогр. в підрядковій прим. — ISBN 978-966-655-753-0.
- Щерба С. П. Пам'ятки і пам'ятні місця історії та культури на Житомирщині. Вип. 8. Ружинський район / С. П. Щерба, Г. Л. Махорін. — Житомир: Полісся, 2007. — 109, [3] с. — Бібліогр. в кінці ст. — ISBN 978-966-655-251-1.